# Gurahonț
Gurahonț – wieś w Rumunii, w okręgu Arad, w gminie Gurahonț. W 2011 roku liczyła 1802 mieszkańców. 